# Gentiana lowryi
Gentiana lowryi är en gentianaväxtart som beskrevs av Hul. Gentiana lowryi ingår i släktet gentianor, och familjen gentianaväxter. Inga underarter finns listade i Catalogue of Life.